# Застава М92
Застава М92 је аутоматска пушка у калибру 7,62×39 mm, конструисана и произведена у предузећу Црвена застава у Крагујевцу. Намењена је уништавању живе силе на кратким и средњим одстојањима. Због преклапајућег кундака, велике брзине паљбе и мањих димензија нашла је примену у специјалним јединицама. По изгледу је слична совјетском аутомату АКС-74У.

## Карактеристике
Застава М92 функционише на принципу позајмице барутних гасова, са ротирајућим затварачем као системом брављења. Сигурност стријелца је осигурана сигурносним системом који онемогућава опаљење прије него што је оружје потпуно забравило. Цијев је израђена поступком хладног ковања, чиме је осигурана њена дуготрајност. Скривач пламена маскира положај стријелца. Регулатор паљбе има 3 положаја: јединачна, рафална, укочено. Облоге цијеви су израђене од квалитетне буковине, а кундак је метални преклапајући. Храњење се обавља из оквира капацитета 30 метака, који је истовјетан за сво аутоматско оружје калибра 7,62 x 39 mm произведено у Застава оружју. Ово оружје такође има предњи и задњи механички нишан: задњи - преклапајући фиксни; предњи - мушица-подесива. Оружје може имати трицијумске цјевчице које олакшавају нишањење при условима слабе видљивости.